# Nikolai Wladimirowitsch Chanykow

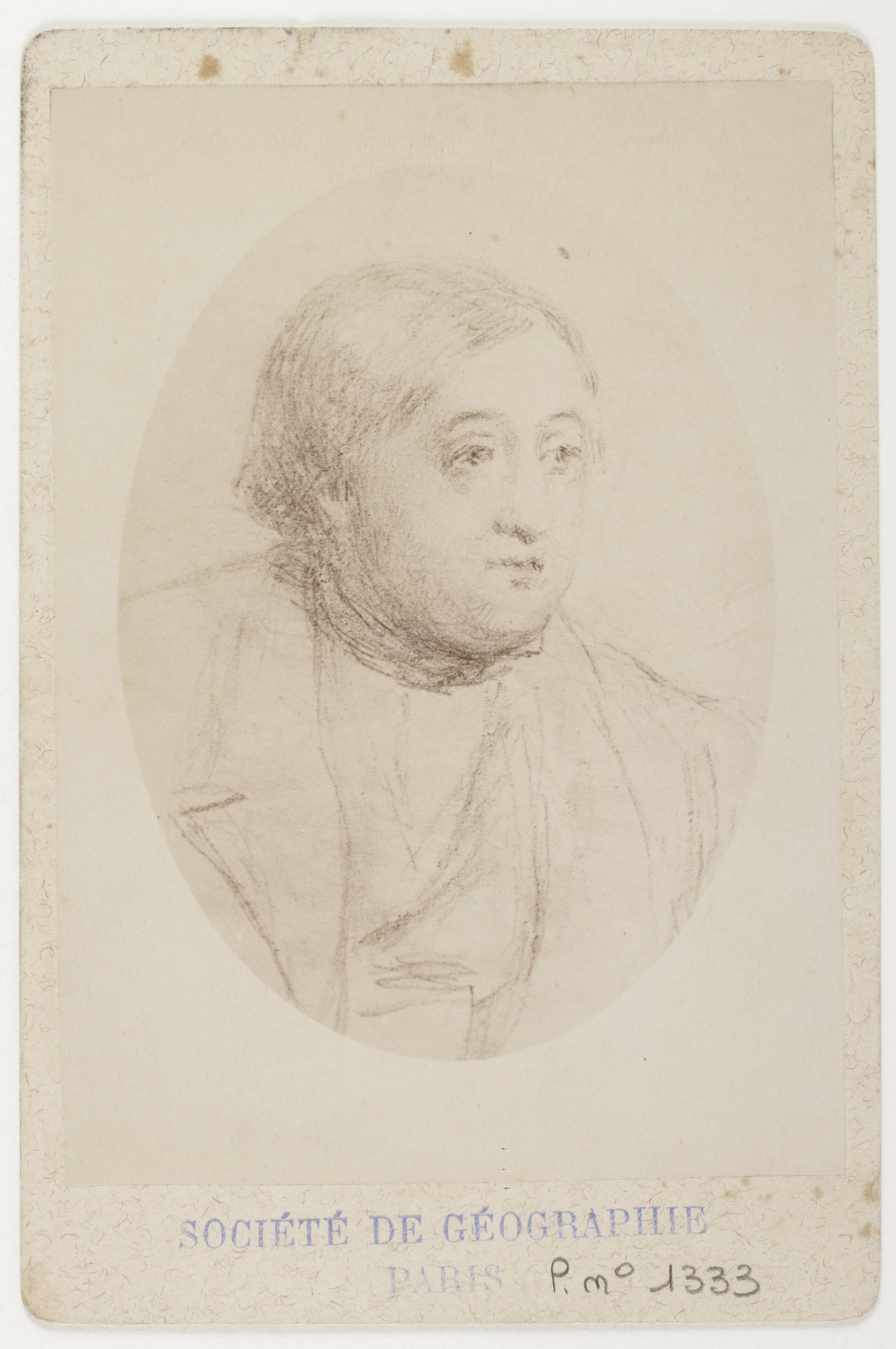
Porträt

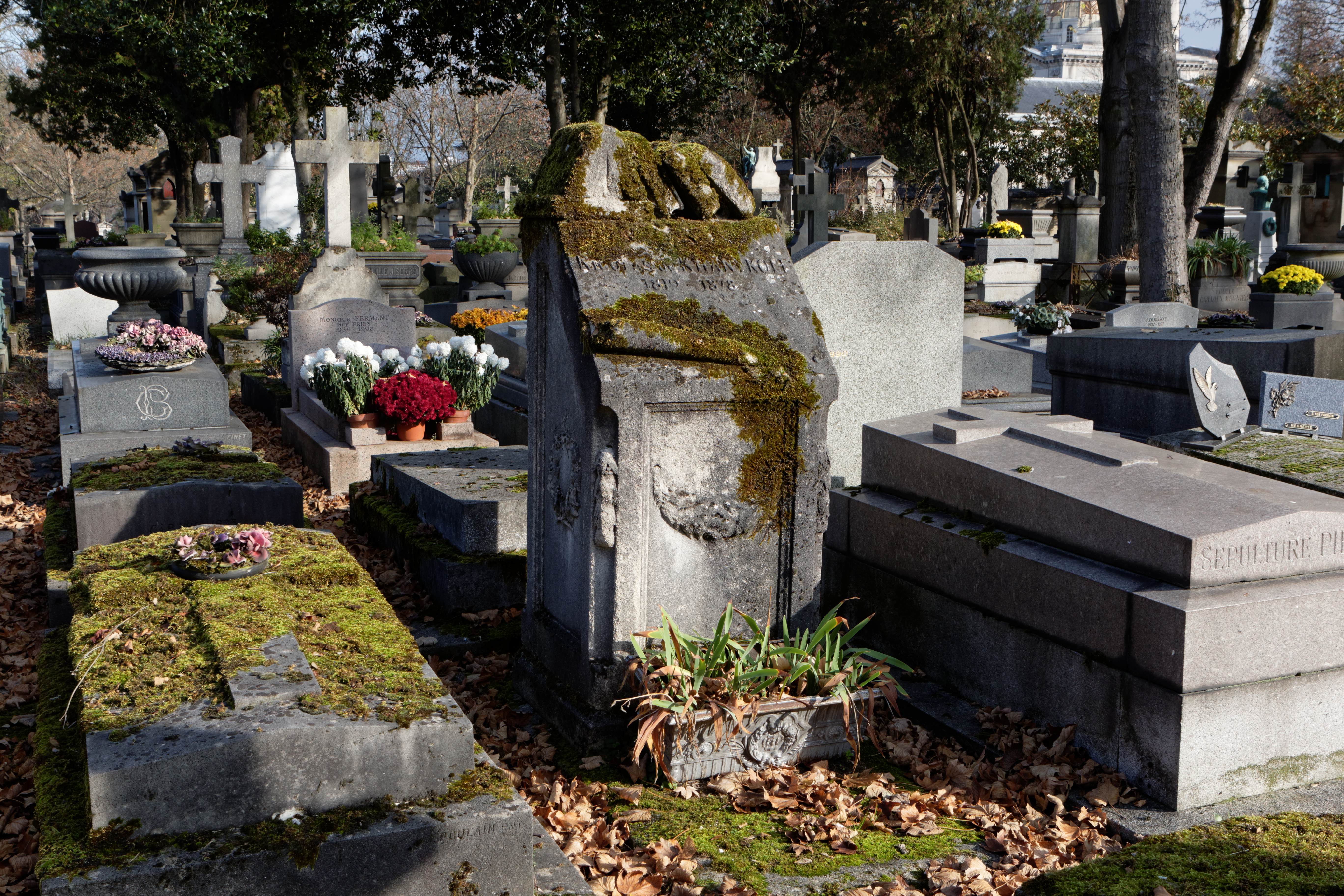
Grab von Chanykow auf dem Friedhof Père-Lachaise

Nikolai Wladimirowitsch Chanykow (russisch Николай Владимирович Ханыков; * 24. Oktober 1819 im Gouvernement Kaluga; † 15. Dezember 1878 in Rambouillet bei Paris) war ein russischer Forschungsreisender.
Chanykow wurde am Lyzeum der Stadt Zarskoje Selo erzogen. Er nahm 1839/40 am Zug Perowskijs gegen Chiwa teil und reiste 1841/42 nach Buchara. Später war er beim russischen Konsulat in Persien angestellt. 1858 bis 1860 führte er eine erfolgreiche Expedition nach Chorasan durch, die von Teheran über Maschhad und Herat nach Lasch am Sumpf von Hamun bzw. Hamoun führte. Über die Wüste Lut, Kerman und Yazd kehrte er nach Teheran zurück.
1852 wurde er als korrespondierendes Mitglied in die Russische Akademie der Wissenschaften in Sankt Petersburg aufgenommen.
Nikolai Wladimirowitsch Chanykow starb am 15. Dezember 1878 in Rambouillet.

## Werke
- eine Beschreibung des Chanats Buchara in russischer Sprache (in Englisch von De Bode 1845)
- Mémoire sur la partie méridionale de l’Asie centrale. (1861, Digitalisat)
- Etude sur l’instruction publique en Russie. (1865)
- Mémoire sur l’ethnographie de la Perse. (1866)